# Richmond–San Rafael Bridge
Die Richmond–San Rafael Bridge (offiziell: John F. McCarthy Memorial Bridge) ist die nordöstlichste der Ost-West-Verbindungen über die San Francisco Bay in Kalifornien, USA, sie verbindet Richmond im Osten mit San Rafael im Westen. Sie wurde 1956 eröffnet.

## Beschreibung
Die Brücke misst 8,9 km. Als sie gebaut wurde, war sie eine der längsten Brücken der Welt.
Die Brücke überquert zwei ausgebaggerte Schifffahrtskanäle, welche sie als Auslegerbrücke überspannt. Um die Standsicherheit der Brücke gegen Erdbeben zu erhöhen, ist der Mittelteil tiefer gelegt. Dies gibt der Brücke das Aussehen einer Achterbahn. Nach der Fertigstellung wurde Enttäuschung über das Aussehen der mit relativ geringen Kosten gebauten Brücke laut, vor allem auch wegen der konstruktiven und ästhetischen Eleganz der benachbarten Golden Gate Bridge.
Jedes Deck hat zwei Fahrspuren, wobei auf dem oberen der Verkehr nach Westen, und der nach Osten unten läuft. Die Brücke kostete 66 Millionen US$ (in heutiger Kaufkraft rund 761,9 Mio. USD).
Von der Ostseite kommend fährt man durch den Hafen von Richmond, einem der größten Hochseehäfen der Vereinigten Staaten. An der Westseite fährt man am Staatsgefängnis San Quentin vorbei. In Richtung Westen wird eine Maut von 6 US$ erhoben.

## Geschichte
Der Brückenbau wurde von zwei Fährstreiks 1952 ausgelöst, die starke Auswirkungen auf den Transport in der Bay hatten. Ursprünglich war sie ein Teil der California State Route 17, wurde aber später in den Interstate 580 integriert. Bei ihrer Eröffnung war sie die letzte Brücke in der San Francisco Bay, welche eine Fähre ersetzte. Auf der Route war zuletzt die Klamath eingesetzt.
Die Brücke wurde von 1999 bis 2005 für 540 Mio. US$ erdbebensicher umgebaut. Die Brücke soll ein Erdbeben der Stärke 7,4 auf der Hayward-Verwerfung und 8,3 auf der San-Andreas-Verwerfung überstehen können.

## Die Benutzung der dritten Fahrspur
In beiden Richtungen ist die Brücke breit genug um sie auf eine dritte Fahrspur zu erweitern, jedoch wird die dritte Spur nur als Standstreifen genutzt.
Als 1977 eine der größten Dürren in Marin County herrschte, wurde auf der Standspur eine 10 km lange, temporäre Wasserleitung verlegt, welche 30.000 m³ Wasser täglich von Richmond nach Marin zur Versorgung der 170.000 Einwohnern beförderte. 1978 wurde diese Leitung wieder abgebaut.
Nach dem Loma-Prieta-Erdbeben 1989, bei dem die Bay Bridge einstürzte, nutzte Caltrans die Standspur als Fahrspur. Viele Autofahrer von San Francisco fuhren über die Golden Gate Bridge nach Marin und dann über die Richmond–San Rafael Bridge, um nach Oakland zu kommen. Als die Bay Bridge wieder aufgebaut worden war, wurde die dritte Spur wieder zur Standspur.
Die dritte Spur der oberen Ebene wurde abgetrennt und dient als Rad- und Fußweg.

## Schließungen
Am Morgen des 4. Januar 2008 wurde die Brücke geschlossen, nachdem 110 km/h starke Winde die Fahrbahn erschütterten. Vier LKW auf der unteren und ein LKW auf der oberen Spur stürzten um. Die Brücke blieb für sechs Stunden gesperrt bis am Nachmittag der Wind zurückging.

## Die Brücke in der Popkultur
Jerry García, Sänger der Band Grateful Dead hatte die Idee für Terrapin Station, als er über die Brücke fuhr.